# Timalien
Die Timalien (Timaliidae) sind eine Familie in der Ordnung der Sperlingsvögel (Passeriformes), die in Asien vom nördlichen Pakistan über Indien und das festländische Südostasien bis Mittelchina im Norden, Borneo und Java im Süden und Mindanao im Osten vorkommt.

## Merkmale
Timalien sind kleine bis mittelgroße Singvogel mit kurzen bis mittellangen, abgerundeten Flügeln. Der Schwanz ist bei den meisten Arten mittellang, kann aber auch relativ lang oder sehr kurz sein. Der Schnabel ist kurz und gerade oder mittellang und gebogen. Kopf und Hals sind mittelgroß. Beine und Füße sind mittellang und in der Regel stämmig. Das Gefieder ist bei den meisten Arten in Brauntönen gehalten, manchmal gibt es auch schwarze oder graue Gefiederpartien. Das Gesicht ist oft kontrastreich befiedert. Die Geschlechter sehen sich recht ähnlich.

## Lebensweise
Timalien sind Waldbewohner, die sowohl in Trockenwäldern als auch in feuchten tropischen Regenwäldern vorkommen. Einige Arten sind auf Bambusdickichte spezialisiert. Timalien ernähren sich von Insekten und anderen Wirbellosen, die sie von Blättern und Zweigen aufpicken. Einige Arten fressen auch Beeren, Samen und Nektar, vor allem in Zeiten, in denen Insekten rar sind.
Die Vögel sind monogam und beide Eltern beteiligen sich an der Brutpflege. Sie nisten nicht in Kolonien. Das Nest wird üblicherweise nah zum Erdboden aus Blättern, kleinen Zweigen, Bambushalmen, Wurzeln und Moose errichtet. Es ist bei den meisten Arten kugelförmig oder
gewölbt. Einige Arten bauen auch napfförmige Nester hinter abstehender Baumrinde oder in Baumhöhlen. Das Gelege besteht aus zwei bis fünf Eiern, wobei größere Gelege bei den nördlicher lebenden Arten üblich sind. Genaueres ist nur von wenigen Arten bekannt. Die Brutdauer beträgt bei diesen etwa 12 Tage und die Jungvögel verlassen mit einem Alter von zehn bis elf Tagen das Nest.

## Gattungen und Arten
Zu den Timalien gehören folgende Arten:
- Gattung CyanodermaRotflügel-Buschtimalie (Cyanoderma erythropteraum)

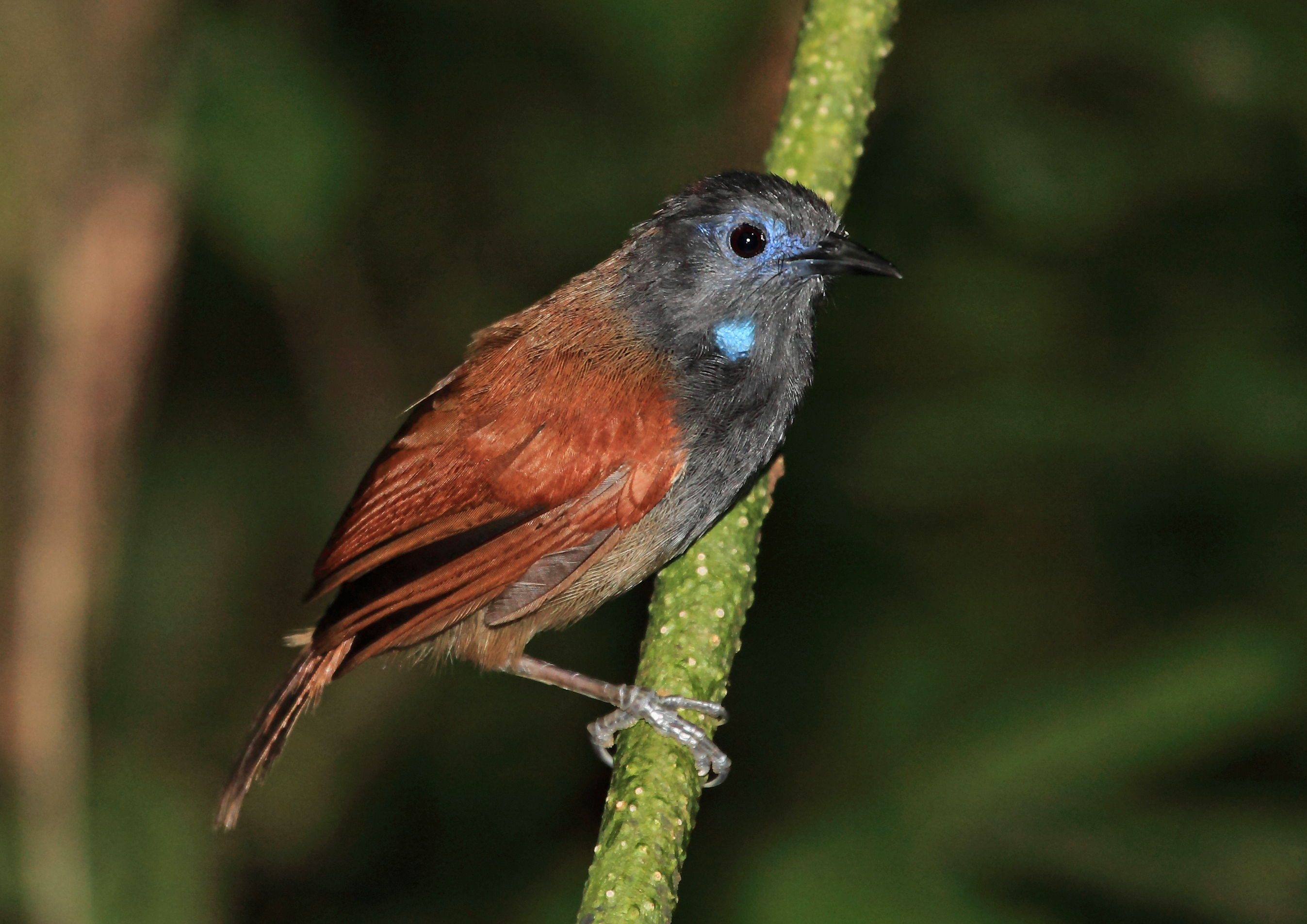
Rotflügel-Buschtimalie (Cyanoderma erythropteraum)

  - Haringtonbuschtimalie (Cyanoderma ambiguum)
  - Goldbuschtimalie (Cyanoderma chrysaeum)
  - Rotflügel-Buschtimalie (Cyanoderma erythropteraum)
  - Schwarzstrich-Buschtimalie (Cyanoderma melanothorax)
  - Schwarzkinn-Buschtimalie (Cyanoderma pyrrhops)
  - Rotkopf-Buschtimalie (Cyanoderma ruficeps)
  - Rotstirn-Buschtimalie (Cyanoderma rufifrons)
- Gattung Dumetia
  - Kapuzentyrannentimalie (Dumetia atriceps)
  - Rotbauch-Tyrannentimalie (Dumetia hyperythra)
- Gattung MacronusStrichelmeisentimalie (Mixornis gularis)

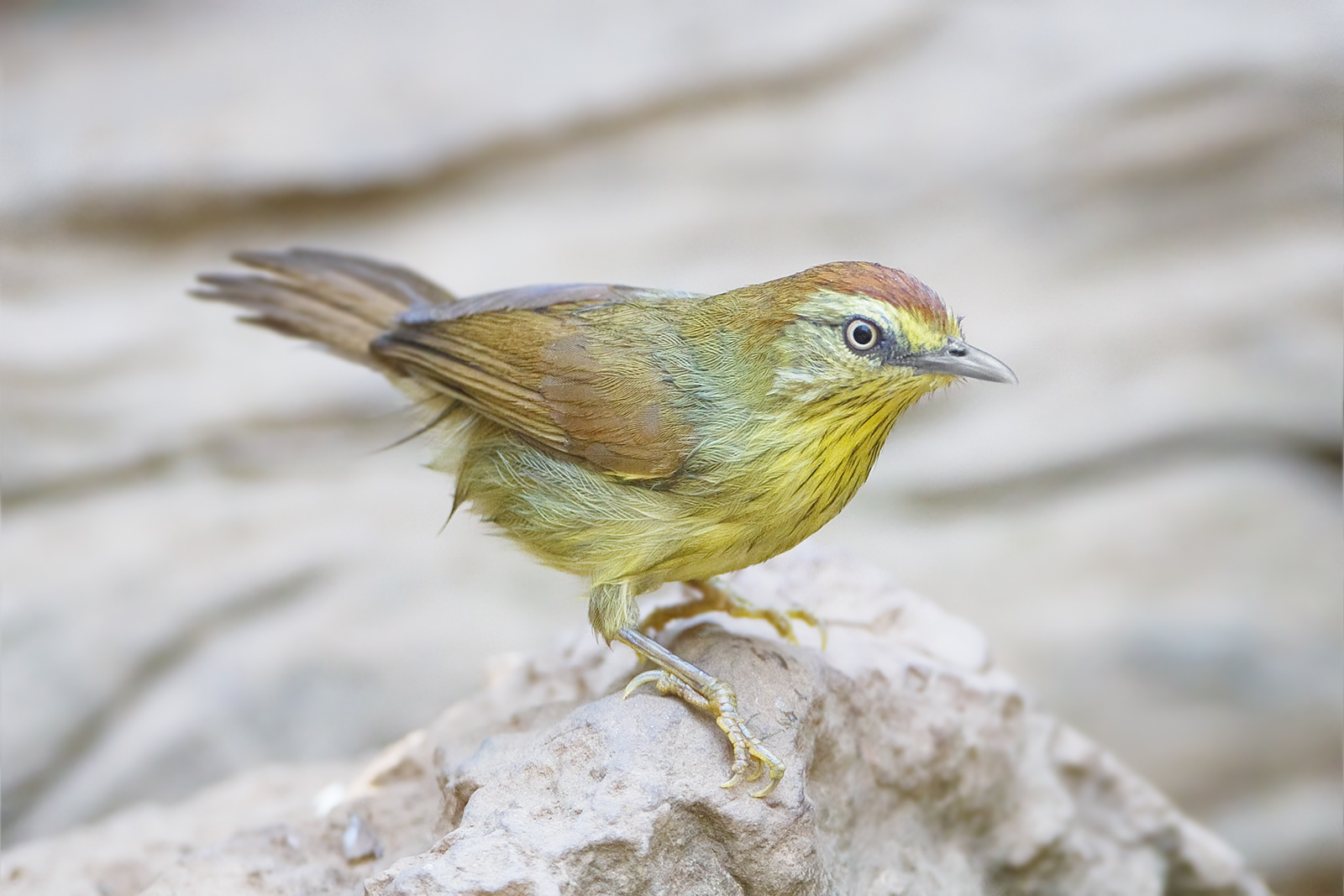
Strichelmeisentimalie (Mixornis gularis)

  - Stachelrücken-Meisentimalie (Macronus ptilosus)
  - Streifenkopf-Meisentimalie (Macronus striaticeps)
- Gattung Melanocichla
  - Trauerhäherling (Melanocichla lugubris)
  - Kahlkopfhäherling (Melanocichla calva)
- Gattung Mixornis
  - Graugesicht-Meisentimalie (Mixornis kelleyi)
  - Grauwangen-Meisentimalie (Mixornis flavicollis)
  - Strichelmeisentimalie (Mixornis gularis)
  - Fleckenmeisentimalie (Mixornis bornensis)
- Gattung PomatorhinusRotrückensäbler (Pomatorhinus montanus)

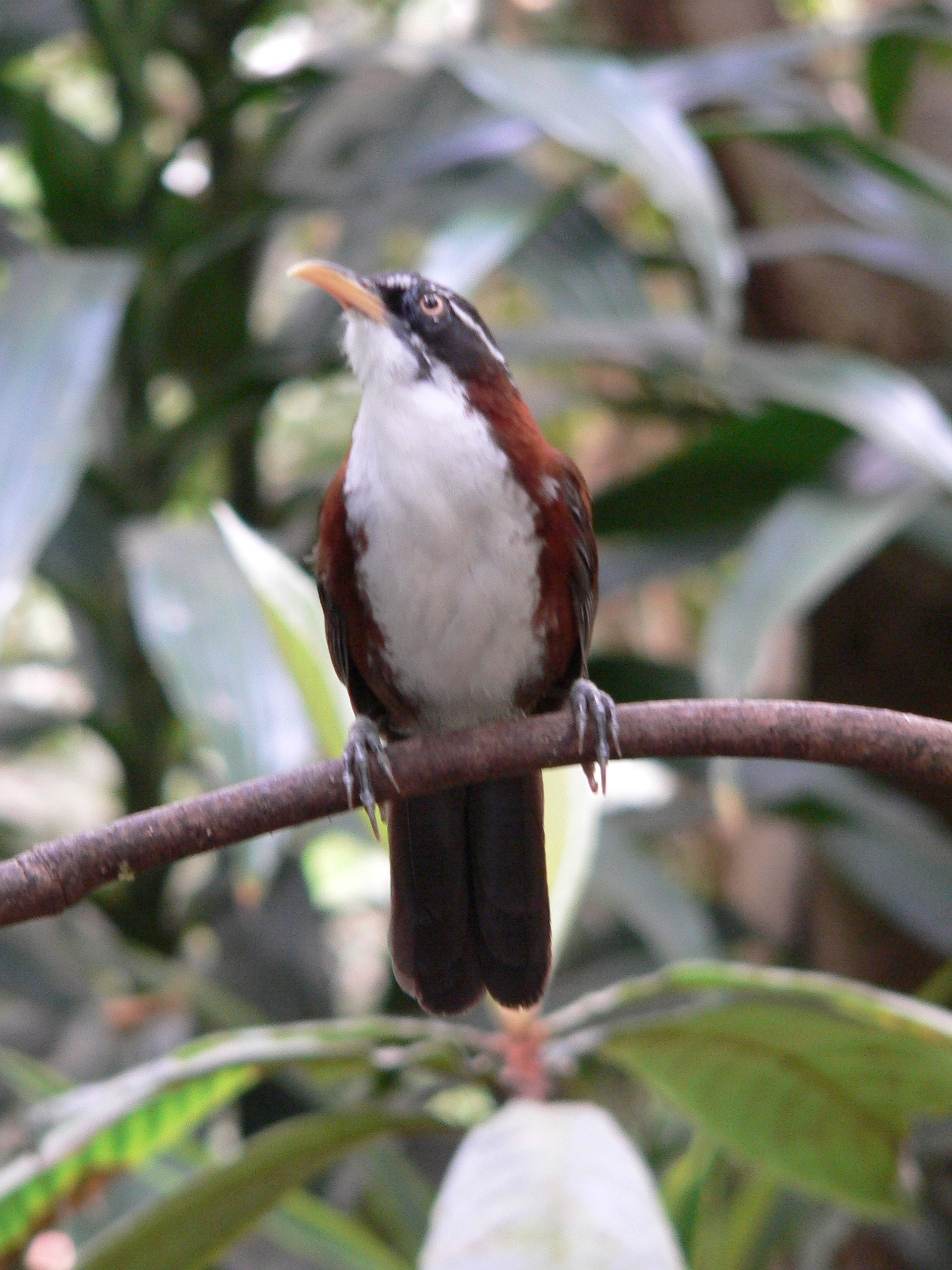
Rotrückensäbler (Pomatorhinus montanus)

  - Riesensäbler (Pomatorhinus hypoleucos)
  - Rotwangensäbler (Pomatorhinus erythrogenys)
  - Drosselsäbler (Pomatorhinus erythrocnemis)
  - Schwarzstrichelsäbler (Pomatorhinus gravivox)
  - Fleckenbrustsäbler (Pomatorhinus mcclellandi)
  - Grauflankensäbler (Pomatorhinus swinhoei)
  - Horsfieldsäbler (Pomatorhinus horsfieldii)
  - Schwarzschwanzsäbler (Pomatorhinus melanurus)
  - Himalajasäbler (Pomatorhinus schisticeps)
  - Rotrückensäbler (Pomatorhinus montanus)
  - Rotnackensäbler (Pomatorhinus ruficollis)
  - Taiwansäbler (Pomatorhinus musicus)
  - Rotschnabelsäbler (Pomatorhinus ochraceiceps)
  - Rostbrustsäbler (Pomatorhinus ferruginosus)
  - Dünnschnabelsäbler (Pomatorhinus superciliaris)
- Gattung SpelaeornisKhasi-Zaunkönigtimalie (Spelaeornis longicaudatus)

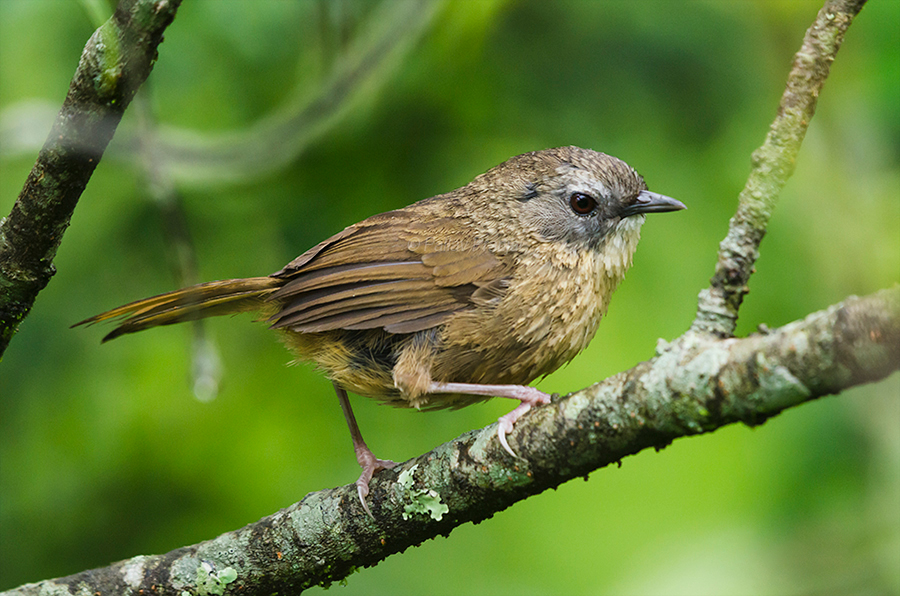
Khasi-Zaunkönigtimalie (Spelaeornis longicaudatus)

  - Rotkehl-Zaunkönigtimalie (Spelaeornis caudatus)
  - Mishmi-Zaunkönigtimalie (Spelaeornis badeigularis)
  - Binden-Zaunkönigtimalie (Spelaeornis troglodytoides)
  - Naga-Zaunkönigtimalie (Spelaeornis chocolatinus)
  - Graubauch-Zaunkönigtimalie (Spelaeornis reptatus)
  - Perlen-Zaunkönigtimalie (Spelaeornis oatesi)
  - Blasskehl-Zaunkönigtimalie (Spelaeornis kinneari)
  - Khasi-Zaunkönigtimalie (Spelaeornis longicaudatus)
  - Schwarzbrust-Buschtimalie (Sphenocichla humei)
  - Schuppenbuschtimalie (Sphenocichla roberti)
- Gattung StachyrisSchwarzbrauen-Buschtimalie (Stachyris nigriceps)

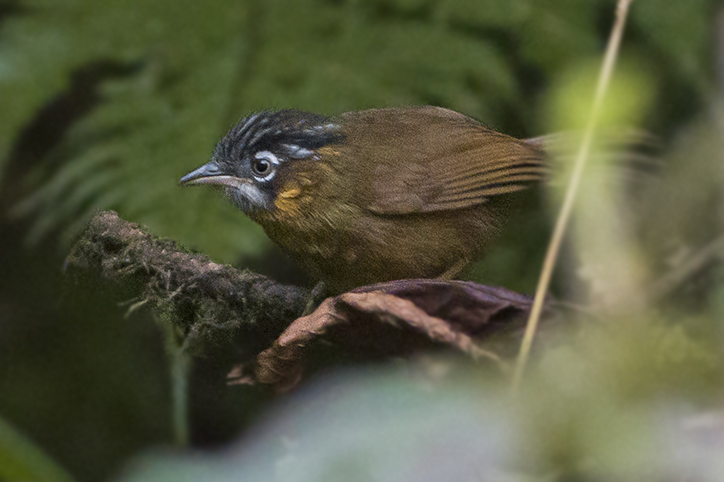
Schwarzbrauen-Buschtimalie (Stachyris nigriceps)

  - Grauwangen-Buschtimalie (Stachyris grammiceps)
  - Laosbuschtimalie (Stachyris herberti)
  - Nonggang-Buschtimalie (Stachyris nonggangensis)
  - Schwarzbrauen-Buschtimalie (Stachyris nigriceps)
  - Graukopf-Buschtimalie (Stachyris poliocephala)
  - Fleckenhals-Buschtimalie (Stachyris strialata)
  - Weißkehl-Buschtimalie (Stachyris oglei)
  - Rostbürzel-Buschtimalie (Stachyris maculata)
  - Perlhals-Buschtimalie (Stachyris leucotis)
  - Schwarzkehl-Buschtimalie (Stachyris nigricollis)
  - Weißlatz-Buschtimalie (Stachyris thoracica)
- Gattung Timalia
  - Rotkappentimalie (Timalia pileata)

Zahlreiche weitere ursprünglich zu den Timalien gerechnete Vogelarten werden heute in die Familien der Häherlinge (Leiothrichidae) und Drosslinge (Pellorneidae) gestellt.

## Belege
1. 1 2 3 4 5  David W. Winkler, Shawn M. Billerman, Irby J. Lovette: Bird Families of the World: A Guide to the Spectacular Diversity of Birds. Lynx Edicions (2015), ISBN 978-8494189203, S. 453 u. 454.
2. ↑  Babblers, Scimitar Babblers Family Timaliidae in der IOC World Bird List v10.2